# Castiglione Falletto
Castiglione Falletto ist eine Gemeinde in der italienischen Provinz Cuneo (CN), Region Piemont. 

## Lage und Einwohner
Castiglione Falletto liegt rund 55 km nordöstlich von der Provinzhauptstadt Cuneo entfernt. Das Gemeindegebiet umfasst eine Fläche von 4 km² und hat 654 Einwohner (Stand 31. Dezember 2023). Zur Gemeinde zählt auch der Weiler Uccellaccio. Die Nachbargemeinden sind Alba, Barolo, La Morra, Monforte d’Alba und Serralunga d’Alba.

## Kulinarische Spezialitäten
In Castiglione Falletto werden Reben für den Dolcetto d’Alba, einen Rotwein mit DOC Status angebaut. Bekannter ist die Gemeinde jedoch für die Nebbiolo-Traube, die Eingang in den Barolo findet.

## Bilderauswahl

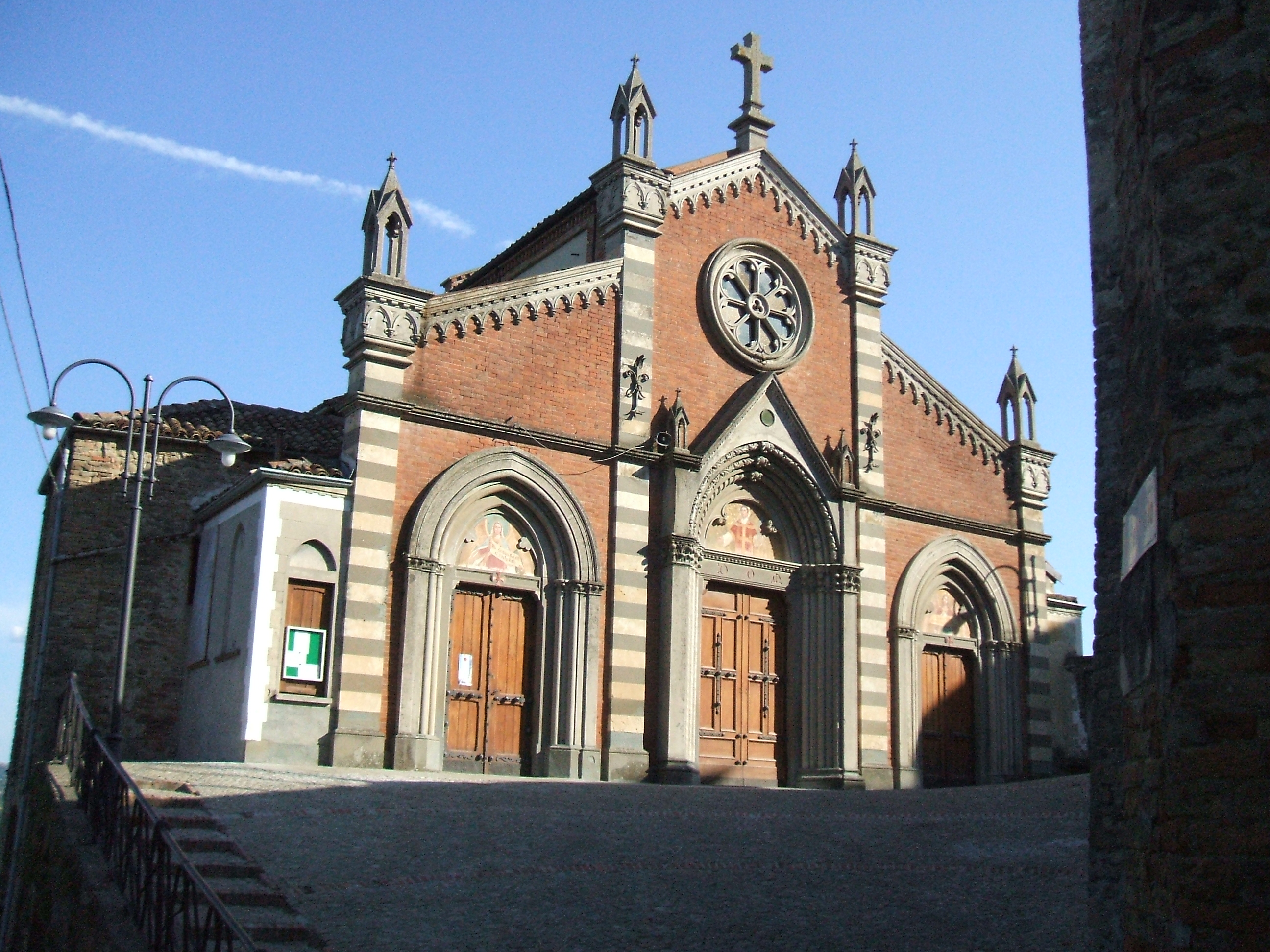
Kirche San Lorenzo
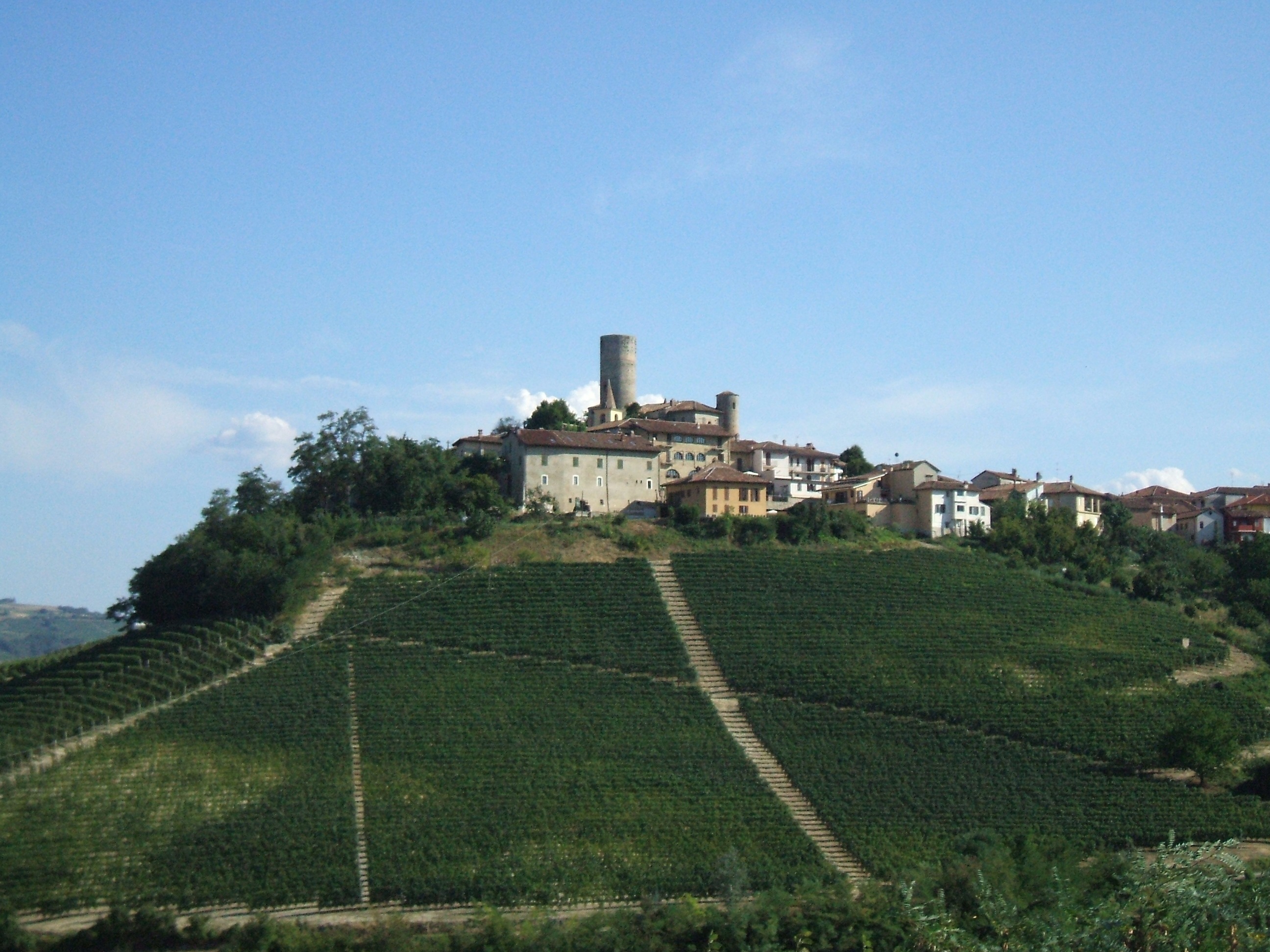
Castiglione Falletto
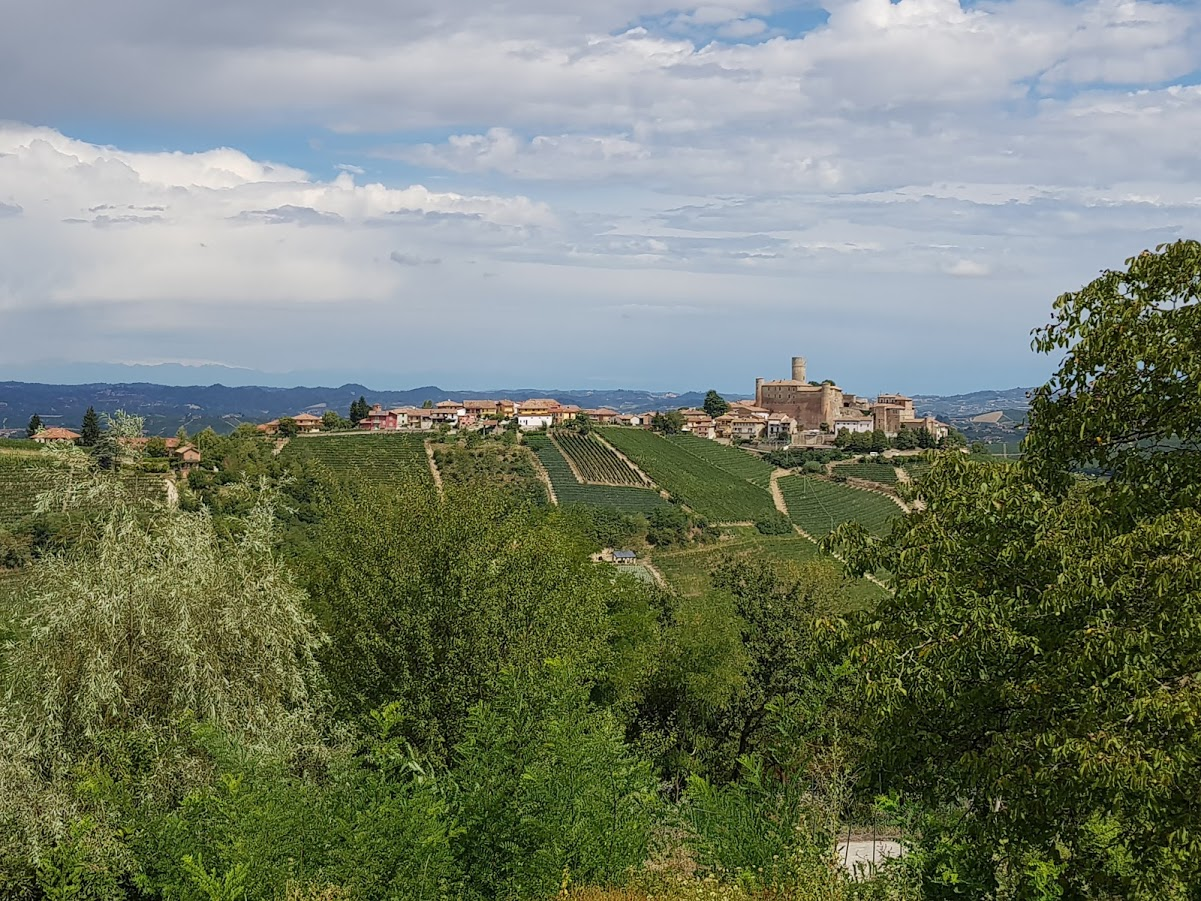
Gegenseitige Ansicht